# Отделение гуманитарных наук и искусств НАН Беларуси
Отделе́ние гуманита́рных нау́к и иску́сств НАН Беларуси — одно из старейших структурных элементов Академии, которые непрерывно существуют до сих пор. Было образовано 31 мая 1936 года как Отделение общественных наук АН БССР в числе первых за всю историю Академии отделений (наряду с Отделением математических и естественных наук и Отделением технических наук). Создание отделений было проведено в рамках превращения Белорусской академии наук в Академию наук БССР.

## История

### Отделение общественных наук АН БССР (1936—1991)
При создании в состав Отделения вошли:
- Институт национальных меньшинств
- Институт истории
- Институт литературы, искусства и языка
- Институт философии, советского строительства и права
- Институт экономики

Сталинские репрессии второй половины 1930-х гг. не могли не коснуться и Академию. Касательно Отделения общественных наук это вылилось в расформирование в мае 1937 г. Института национальных меньшинств, а по решению Бюро ЦК КП(б)б от 05.01.1938 г. — Института экономики и Института философии, советского строительства и права. Однако уже в 1939 г. была образована группа экономики АН БССР, а в 1940 году на её базе создан Научно-исследовательский институт экономики АН БССР.
Вскоре после освобождения Белоруссии в 1944 году была возобновлена работа Института литературы, искусства и языка. В 1945 снова приобрел статус полноценного института Академии наук Институт экономики, а 1 июля 1947 года был восстановлен Институт философии и права.
В 1952 году из состава Института литературы, искусства и языка был выделен отдельный Институт языкознания АН БССР, а в 1957 на базе отделов языковедения Института литературы и искусства и отделов этнографии и фольклора Института истории был создан Институт искусствоведения, этнографии и фольклора (последний позже на несколько лет был передан в подчинение Министерству культуры БССР, а потом снова возвращен в состав Академии).
В 1958 сектор государства и права отделился от Института философии и права, был превращен в Отдел правовых наук и передан в состав БГУ имени. И. Ленина, а институт переименован в Институт философии. В 1965 году в результате обратного включения Отдела правовых наук институт вновь стал называться Институтом философии и права. В 1989 году на основе части отделов, которые занимались социологической проблематикой, создан Республиканский центр социологических исследований, а в 1990 году — самостоятельный Институт социологии.
В 1991 году в составе Отделения был образован Национально научно-просветительский центр имени Ф. Скорины, который возглавил Адам Иосифович Мальдис. Позже Центр приобрёл статус самостоятельной организации и вышел из состава Академии.

### Отделение гуманитарных наук АН Беларуси (1992—1994)
По состоянию на 1 июня 1992 года. Отделение насчитывало 8 академиков и 27 членов-корреспондентов.
В указанный период в состав Отделения была включена Центральная научная библиотека имени Якуба Коласа.
Тяжелое финансовое положение вынудило Президиум Академии отдать один из двух корпусов Отделения (а именно корпус по ул. Академическая, дом 25, где ранее располагались Институт языкознания АН БССР, Институт философии и права АН БССР и Отдел научной информации по общественным наукам) под факультет международных отношений БГУ. По состоянию на 2013 год в означенном корпусе располагается факультет доуниверситетского образования БГУ и проводятся занятия Института бизнеса и менеджмента технологий БГУ.

### Отделение гуманитарных наук и искусств АН Беларуси (1995—1997), Отделение гуманитарных наук и искусств НАН Беларуси (с 1997)
В 1999 был расформирован Отдел научной информации по общественным наукам, а на базе правовых отделов Института философии и права был образован Институт государства и права НАН Беларуси. В 2008 г. Институт языкознания Имени Якуба Коласа и Институт литературы имени Янки Купалы были объединены в Институт языка и литературы имени Якуба Коласа и Янки Купалы, а Институт государства и права был расформирован и вошел в состав Национального центра законодательства и правовых исследований на правах Института правовых исследований.
В 2012 году в результате объединения Института искусствоведения, этнографии и фольклора имени Кондрата Крапивы и Института языка и литературы имени Якуба Коласа и Янки Купалы был создан Центр исследований белорусской культуры, языка и литературы, а указанные институты вошли в его состав на правах филиалов.
На 1 января 2009 года в закрепленных за Отделением научных организациях работало около 540 человек, в том числе 432 исследователя, 65 докторов и 181 кандидат наук. По состоянию на 1 января 2014 года. в состав Отделения входят 5 государственных научных учреждений:
- Центр исследований белорусской культуры, языка и литературы;
- Институт философии;
- Институт экономики;
- Институт социологии;
- Институт истории

и Центральная научная библиотека имени Якуба Коласа.
В персональный состав Отделения входят 9 академиков и 16 членов-корреспондентов.

## Направления исследований
Основными приоритетными направлениями научных исследований организаций, закрепленных за Отделением, являются:
- теоретико-методологические основы становления в Республике Беларусь инновационной социально-ориентированной экономики, обеспечивающей её устойчивое развитие во взаимодействии с мировой экономической системой;
- философско-мировоззренческие предпосылки и логико-методологические основания общественного прогресса и социальной устойчивости, развития личности, культуры и образования, формирования идеологии белорусского общества.

Организации Отделения в 2011—2015 гг. участвуют в выполнении Государственной программы научных исследований «Гуманитарные науки в качестве факторов развития белорусского общества и государственной идеологии» (ГПНИ «История, культура, общество, государство»).

## Академики-секретари Отделения
- Семен Яковлевич Вольфсон (1936—1941)
- Владимир Николаевич Перцев (1943—1960)
- Тимофей Сазонавіч Горбунов (1960—1967)
- Петр Федорович Глебка (1967—1969)
- Казимир Павлович Буслаў (1970—1976)
- Николай Василевич Бірыла (1977—1992)
- Геннадий Михайлович Лыч (1992—1997)
- Александр Иосифович Парахневич (1997—2002)
- Петр Георгиевич Никитенко (2002—2009)
- Александр Александрович Коваленя (с 5 февраля 2009)